# Chorizema genistoides
Chorizema genistoides là một loài thực vật có hoa trong họ Đậu. Loài này được (Meissner) C.A.Gardner miêu tả khoa học đầu tiên.